# Shiver Point
Der Shiver Point ist eine 670 m hohe Landspitze an der Oskar-II.-Küste des Grahamlands auf der Antarktischen Halbinsel. Sie liegt 13 km westlich des Kap Fairweather und markiert die nördliche Begrenzung der Einfahrt zum Vaughan Inlet sowie die nordwestliche Begrenzung der Einfahrt zur Artanes Bay.
Der Falkland Islands Dependencies Survey kartierte sie im Februar 1949. Das UK Antarctic Place-Names Committee benannte sie 1951 so, um die dort vorherrschende Kälte zu dokumentieren (englisch shiver ‚schaudern, frösteln‘).